# タイタニック (1943年の映画)
『タイタニック』(Titanic)は、1943年に製作されたナチス・ドイツのプロパガンダ映画である。第二次世界大戦中のベルリンにて、トービス・フィルムコンスト社が制作した映画であり、1912年4月に北大西洋の底に沈んでいったタイタニック号の壊滅的な沈没を描いている。

## 概要
1943年にドイツで製作された本作品『タイタニック』は、映画製作におけるドイツ人による優位性を示すのみならず、「イギリスの強欲な資本主義がこの大惨事を招いたのだ」と宣伝する目的で、ナチス・ドイツの宣伝大臣、ヨーゼフ・ゲッベルス(Joseph Goebbels)から製作を依頼された。この映画では、献身的な架空のドイツ人を船の航海士の一人として宛てがい、イングランドの船長と比較させることにより、ドイツ人男性の優れた勇敢さと無私無欲ぶりを明示することも目的としていた。
監督を務めていたヘルベルト・ゼルピン(Herbert Selpin)は、1942年7月30日に開いた会議の場でドイツ海軍の将校について公然と批判した。脚本を担当したヴァルター・ツェルレット＝オルフェニウス(Walter Zerlett-Olfenius)はゼルピンの言動をゲッベルスに報告した。ゼルピンは逮捕され、ゲッベルスから直接尋問を受けた。8月1日、ゼルピンは独房内でサスペンダーを首に巻き、首を吊った状態で死んでいた。ゼルピンの死後、ヴェルナー・クリングラー(Werner Klingler)が監督を務め、映画の完成に漕ぎ着けた。本作は、ナチス・ドイツが占領下に置いていたヨーロッパの一部の国で上映されたが、恐慌状態に陥った人々や大量の死が描かれたこの映画は、「ドイツ国民の士気を高めるどころか、弱体化させるのではないか」と危惧したゲッベルスの命令により、本国ドイツにおいては上映されなかった。のちにゲッベルスはこの映画の上映を完全に禁止し、二度と上映されることは無かった。
本作は、「Titanic」と題された最初の映画であり、さまざまな架空の人物と脚本における脇筋を、実在のタイタニック号沈没事故と組み合わせて描いた最初の作品であり、この表現法は、タイタニック号を描いた映画において欠かせない要素となった。

## あらすじ
海運会社、ホワイト・スター・ライン(White Star Line)の株主に対し、会社の株価が下落している趣旨の布告が出された。同社の社長、ジョセフ・ブルース・イズメイ(Joseph Bruce Ismay)は株主総会の場で演説を行い、新たに建造した船、「タイタニック号」の処女航海の最中にとある秘密を明かし、株価を逆転させる、と約束した。この船が大西洋を横断するにあたり、その航行速度記録を新たに塗り替えることにより、最高名誉賞(The Blue Riband)を授与され、それによって株価を上昇させられるだろう、と信じていた。イズメイは会社の取締役会の者たちとともに、タイタニック号の記録的な航行速度に関する情報が報道機関に公開される直前に、より低い価格で買い戻すために自社株を空売りして株価を操る計画を練っていた。
1912年4月、タイタニック号が処女航海の旅に出た。ドイツ人の一等航海士、ペーターゼンは、尊大な態度のブルース・イズメイに対し、氷だらけの北大西洋を航海中のタイタニック号を減速させるよう懇願するも、イズメイは耳を貸さず、船長のエドワード・スミス(Edward Smith)に対し、現在の航行速度を維持するよう釘を刺した。やがてタイタニック号は氷山に激突し、沈み始めた。船の一等席にいた乗客たちは弱気になるが、ペーターゼン、ペーターゼンの元恋人、ズィーグリート・オリンスキー、三等船室にいたドイツ人の乗客たちは怯まず、尊厳を持って振る舞った。ズィーグリートの助力を得て、ペーターゼンは多くの乗客を救出し、最後に残った救命艇に乗るようズィーグリートを説得した。次に、ペーターゼンはこの大惨事の原因を作ったイズメイが裁判にかけられるようにするため、イズメイに救命席を用意した。船が沈みゆくなか、ペーターゼンは、資本家の両親に無情にも見捨てられ、客室に一人取り残された少女を見付けた。ペーターゼンはこの少女を抱きかかえつつ、斜めに傾いた甲板から飛び降りた。ペーターゼンは、ズィーグリートが乗っていた救命艇の乗客から引き上げられ、ズィーグリートと再会した。救命艇に乗っている乗客たちは、タイタニック号が波浪の下へと沈没していくさまを怯えの表情で見守るのであった。
のちにイングランドにて、この沈没事故に関する調査委員会が開かれた。ペーターゼンはその場でイズメイを糾弾する趣旨を証言するが、イズメイは無罪放免となり、船と運命を共にした船長、エドワード・スミスが沈没事故の責任を直接負わされる形となった。
映画は以下のドイツ語で幕を閉じる。
「Der Tod von 1500 Menschen blieb ungesühnt, eine ewige Anklage gegen Englands Gewinnsucht.」（「未だに償われていない1500人の死は、イングランドの強欲に対する、永劫に続く告発である」）

## 出演
出演者の名前と役柄は以下のとおりである。
| 役名                                           | 俳優                                   |
| ---------------------------------------------- | -------------------------------------- |
| ズィーグリート・オリンスキー                   | ズィヴィレ・シュミッツ                 |
| ペーターゼン一等航海士                         | ハンス・ニールゼン                     |
| グローリア                                     | キルステン・ハイベルク                 |
| J・ブルース・イズメイ                          | エルンスト・フリッツ・フュルブリンガー |
| ジョン・ジェイコブ・アスター4世                | カール・シェーンベック                 |
| マデリン・アスター                             | シャルロッテ・ティーレ                 |
| エドワード・スミス                             | オットー・ヴェルニッケ                 |
| ハンダーソン                                   | フランツ・シャーフハイトリン           |
| チャールズ・ライトラー二等航海士               | ヘルベルト・ティーデ                   |
| ウォルター・ドナルド・ダグラス                 | フリッツ・ブットガー                   |
| 交響楽団指揮者                                 | ヘルマン・ブリックス                   |
| バーグマン枢密顧問官                           | テーオドーア・ロース                   |
| ウィリアム・マクマスター・マードック一等航海士 | テーオ・シャル                         |

## 製作

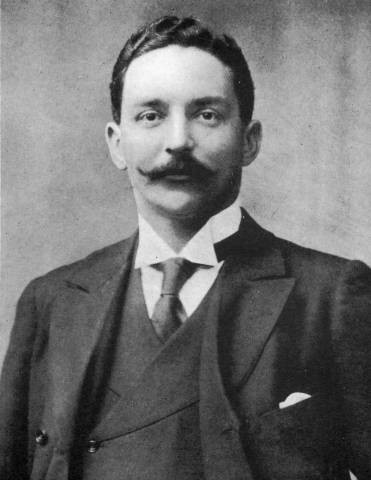
ホワイト・スター・ライン社の社長、ジョセフ・ブルース・イズメイ

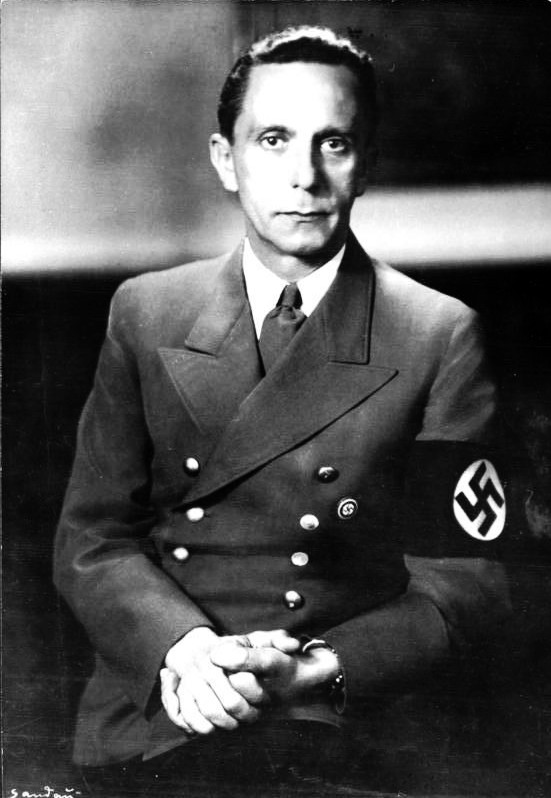
宣伝大臣、ヨーゼフ・ゲッベルス

1942年3月、ナチス・ドイツの宣伝省は映画の脚本を最終承認した。ベルリンにあるトービス・フィルムコンスト社(Tobis Filmkunst)の「ヨハニスタル・シュトゥーディオス」(Johannisthal Studios)にて、船内の場面の撮影が始まった。1942年5月、ドイツの占領下にあったポーランド、バルト海を臨むグディニャにて、遠洋定期船のカップ・アルコーナ号(SS Cap Arcona)の外観撮影および救命艇の場面の撮影が行われた。
映画の制作にあたり、自尊心の衝突、創造性の大いなる不一致、戦時下に見られる不平不満といった多くの難題に見舞われた。撮影が進むにつれ、監督のヘルベルト・ゼルピン(Herbert Selpin)は高価な設備を要求した。ゼルピンはドイツ海軍からの追加の資源の提供も要請した。撮影費用の増大や、戦時下にあったドイツ経済の疲弊が進行しつつあったが、宣伝大臣のヨーゼフ・ゲッベルス(Joseph Goebbels)はゼルピンの要請を承認した。映画を撮影するにあたり、ゼルピンはゲッベルスから財政面での支援を受けた。
カップ・アルコーナ号での一週間の撮影のあと、撮影現場の近くで、連合国軍による空襲があった。脚本の共同執筆者の1人、ヴァルター・ツェルレット＝オルフェニウス(Walter Zerlett-Olfenius)はベルリンでの撮影では厄介者のような存在となっており、ゼルピンはツェルレット＝オルフェニウスを女優たちとともにグディニャに送った。ゼルピンがグディニャに到着すると、映画撮影は進んでいなかった。ツェルレット＝オルフェニウスに事情を尋ねると、映画撮影の相談役となる予定であったドイツ海軍の将校は女優たちとの情事に時間を費やしていたのだという。ツェルレット＝オルフェニウスは、将校にはそういう権利があるのだとし、将校に対する批判の言葉を避けた。ゼルピンは怒りを露わにし、ツェルレット＝オルフェニウスを罵倒した。1942年7月30日、ゼルピンは危機会議を招集し、その会議の場で、ドイツ海軍の将校について公然と批判の言葉を浴びせた。ツェルレット＝オルフェニウスはゼルピンの言動をゲッベルスに報告し、ゼルピンは逮捕された。ゼルピンはゲッベルスから直接尋問を受けた。ゲッベルスはゼルピンに対し、自身の発言を撤回するよう求めたが、ゼルピンは拒否した。1942年8月1日、ゼルピンは独房内にて、首にサスペンダーを巻き付け、首を吊った状態で死んでいた。その死については、「自殺」と判断された。ゼルピンが死んだとの知らせは、映画の出演者や撮影隊の間に瞬く間に広まり、彼らは怒りを見せた。ゼルピンを密告したツェルレット＝オルフェニウスは爪弾きにされたが、これに対してゲッベルスは「この脚本家を敬遠する者は、誰であれ、無事では済まない」との布告を出して牽制したうえ、映画の撮影中にゼルピンの名前について言及することを禁じた。ゼルピンの死後、ヴェルナー・クリングラー(Werner Klingler)が監督を務め、1943年に映画を完成させた。クリングラーの名前は映画のスタッフ・ロールには表示されない。
1950年、ドイツの週刊誌・デア・シュピーゲル(Der Spiegel)は、「ゼルピンの遺体の写真は、彼は最初に首を絞められて殺されたのち、サスペンダーで吊るされたのだ、ということを証明するものだ」と断言した。
この映画の製作費は400万ライヒスマルク(Reichsmark)であった。

## 公開
1943年に本作が上映される予定であった映画館は、連合国軍の航空部隊による空爆を受けて破壊されたが、上映用フィルムのネガは別の場所に保管されていた。1943年4月30日、この映画は「政治的、芸術的価値から推奨」されたものの、ヨーゼフ・ゲッベルスは、劇中の恐慌状態の描写は、ドイツ国民の士気の向上にはつながらないだろう、と判断した。その当時、ドイツは毎日のように空襲を受けていた。最終的に完成した本作について、ゲッベルスはドイツ国内での上映を禁止することにした。映画で描かれている恐慌状態に陥った人々の様子や船の沈没は、差し迫った自国の滅亡を想起させ、ドイツ国民の士気を弱体化させる可能性を考慮した、と考えられている。最終的に、ゲッベルスはこの映画の上映を完全に禁止した。ゲッベルスはまた、この映画に出演した女優のジョリー・ボウナート(Jolly Bohnert)について「今後一切、映画に出演しないように」との命令を出した。ゲッベルスがこの命令を出した理由については不明のままである。
この映画は、ドイツ国内での上映は禁止となったが、ドイツが占領していた国では上映された。1943年11月10日、この映画はパリとフィレンツェで初めて上映され、その後はオランダでも上映された。1944年1月28日にはスウェーデンでも上映された。第二次世界大戦終了後、ソ連では1949年8月27日に、西ドイツでは1949年12月に初めて公開された。1950年3月29日、イングランド政府が抗議したことで、映画は再び上映禁止となった。1950年4月8日には東ドイツでも公開された。
タイタニック号の沈没について描いた映画作品には、古いものでは、タイタニック号沈没後の1912年5月にドイツで製作され、1912年8月に公開された『In Nacht und Eis』（『夜と氷の中で』）や、イングランドの映画製作会社「ブリティッシュ・インターナショナル・ピクチャーズ」(British International Pictures)が1929年に公開したドイツ語による映画『Atlantik』がある。
本作で乗客が救命艇に殺到する場面の描写は、ロイ・ウォード・ベイカー(Roy Ward Baker)が1958年に監督した映画『A Night to Remember』（邦題『SOSタイタニック/忘れえぬ夜』）で引用している。
2004年7月20日、映画配給会社の「Kino International」は、この映画のDVDを発売した。2017年10月17日には、Blu-ray discが発売された。

## 主題と文脈
本作は「資本主義と株式市場の過ち」が、映画全体を通して主要な題材となっており、「過剰な自信」ではなく、イングランドの「強欲」ぶりに特化した描写がなされている。映画に登場するイングランド人の多くは、強欲で無能な人物として描かれる。
ヨーゼフ・ゲッベルスは、ナチスのイデオロギーを宣伝するための手段として映画を作ろうと考えていた。戦時下において必要と判断した反イギリス感情をドイツ国民に浸透させるにあたり、タイタニック号沈没事故が最適な題材であるとして、この物語を選んだという。脚本家には、ゼルピンの同僚であったヴァルター・ツェルレット＝オルフェニウスが選ばれた。ヘルベルト・ゼルピンは、大災害と海軍映画の両方について専門知識があり、ゲッベルスはタイタニック号の沈没を映画化するようゼルピンに依頼した。
この映画は、ヨーゼフ・ゲッベルス自身が認識していたように、危機的状況に直面した人間たちの様子を描いており、秩序、規律、有力者との交渉の具体的な方法が描写される。脚本を担当したヴァルター・ツェルレット＝オルフェニウスは、主人公のペーターゼンに勇敢に行動させ、「愚かなイングランド人と、思慮深く知性のあるドイツ人」という構図を描くことによって、その対比を表現しようとした。
プロパガンダ映画としてのこの作品の主張は明確であり、第二次世界大戦終了後、イングランドの検閲官は本作の上映を許可しなかった。
ジョージア州立大学の教授でドイツ史の研究者、ジャレッド・ポーリー(Jared Poley)は、この映画について「ペーターゼンによる権力者への批判、少女の救出、危機の予知、女性への接し方、技術の理解、自身の利害の保護、すなわち1940年代のジェイムス・ボンドのような描写が示されているこれらの要素は、1943年の後半にこの映画を観ることになるであろうドイツ人の視聴者に対する、倫理的な訴え掛けのように見える。ゲッベルスは、この映画が描写している精神的苦痛に耐えられないドイツ国民のことを心配していたわけではなく、この訴え掛けが上映禁止につながった、ということも同様に説得力があるように思われる」「ゼルピンの死は示唆に富んでいるように見える。ツェルレット＝オルフェニウスによる脚本を否定しようとしたゼルピンの試みは、タイタニック号の大惨事を素材に選んだことに加えて、体制に対する一種の芸術的抵抗の幕開けを可能にしたのだ。ゲッベルスがこの映画の上映の禁止を決めたとき、恐らくそのことに気付いたのではないか、と私は推測する」と書いた。

## SS・カップ・アルコーナ号の運命
映画の撮影に使われた船「SS・カップ・アルコーナ号」は、最終的にドイツ国内の強制収容所から集めた囚人を収容する船となった。
ナチス親衛隊の将校は、強制収容所から集めた5000人を超える囚人を移送するために船を使う計画を練っていた。食料と救命艇は取り除き、船倉をガスボンベで満たし、兵員を輸送するための移動手段に偽装させた。1945年5月3日、イギリス空軍の航空部隊が空中からこの船を爆撃した。アルコーナ号は炎上して転覆し、これに乗っていた者たちの多くが死んでいった。爆撃機の操縦士は、この船が逃亡中の親衛隊将校をノルウェーに運んでいたのではないか、と考えていたという。他の操縦士は、溺れかけていた囚人を射殺した。数か月後、犠牲者たちの遺体が海岸に打ち上げられ、彼らは共同墓地に埋葬された。1971年まで、犠牲者たちの骨の一部が浜辺に打ち上げられていたという。

## 参考
1. 1 2 3  “The strange sinking of the Nazi Titanic”. The Daily Telegraph (2012年3月5日). 2016年12月27日時点のオリジナルよりアーカイブ。2015年11月15日閲覧。
2. ↑  Fiebing, Malte (2012). 'Titanic: Nazi Germany's Version of the Disaster. p. 127. ISBN 9783844824261 2020年7月27日閲覧。
3. 1 2 3  Dunbar, John N. (2014) A Critical History of History in Motion Pictures. Author House. pp. 389–91. ISBN 978-1491868720
4. ↑  “Titanic | Deutschland 1942/1943, Spielfilm”. filmportal.de.   Deutschen Filminstituts. 2016年4月4日時点のオリジナルよりアーカイブ。2016年9月17日閲覧。
5. ↑  Michael L. Grace (2020年6月2日). “James Cameron Stole Ideas From 1943 Nazi TITANIC Film For His Own Blockbuster Version!”.   cruiselinehistory.com. 2020年6月13日時点のオリジナルよりアーカイブ。2023年1月8日閲覧。
6. 1 2 3  Mcgue, Kevin (2012年4月10日). “The Titanic on Film”. A Life At The Movies. 2012年5月30日時点のオリジナルよりアーカイブ。2023年1月8日閲覧。
7. 1 2  Brian Hawkins (2012年4月14日). “Brian Hawkins: The Titanic’s last victim”.  The National Post. 2013年1月29日時点のオリジナルよりアーカイブ。2023年1月8日閲覧。
8. 1 2  “Realistisch ertrunken”. Der Spiegel (1950年2月15日). 2023年1月8日時点のオリジナルよりアーカイブ。2023年1月8日閲覧。
9. ↑  Romani 1992, p. 71.
10. 1 2 3 4 5 6 7  Jared Poley. “Analysis of a Nazi Titanic”.   New German Review. 2003年5月19日時点のオリジナルよりアーカイブ。2023年1月8日閲覧。
11. ↑  Hans Schmid (2010年5月24日). “Die Russen kommen! Aber wo?”.   Heise Media. 2022年12月24日時点のオリジナルよりアーカイブ。2023年1月8日閲覧。
12. 1 2 3 4  MATT LEBOVIC (2013年10月1日). “Goebbels’ ‘Titanic’ cinematic disaster turns 70”.   The Times of Israel. 2014年12月7日時点のオリジナルよりアーカイブ。2023年1月8日閲覧。
13. 1 2 3 4  Paul Tatara. “TITANIC (1943)”.   Turner Classic Movies. 2013年1月4日時点のオリジナルよりアーカイブ。2023年1月8日閲覧。
14. 1 2 3  “TITANIC”. Association Française du TITANIC. 2012年12月25日時点のオリジナルよりアーカイブ。2023年12月8日閲覧。
15. ↑  Romani 1992, p. 69.
16. 1 2  Jake Euker (2004年). “Titanic (1943)”. filmcritic.com. 2009年1月8日時点のオリジナルよりアーカイブ。2023年1月10日閲覧。
17. ↑  TAYLOR BLAKE (2017年10月29日). “1943 Version Says More About the Filmmakers Than the Disaster”. zekefilm.org. 2023年1月10日閲覧。
18. ↑  George Bass (2022年12月18日). “Ship in German ‘Titanic’ film sank, killing far more than the real one”.  The Washington Post. 2022年12月18日時点のオリジナルよりアーカイブ。2023年1月12日閲覧。

## 参考資料
- Romani, Cinzia (1992). Tainted Goddesses: Female Film Stars of the Third Reich. New York: Sarpedon. ISBN 0-9627613-1-1
- Jared Poley. “Analysis of a Nazi Titanic”.   New German Review. 2003年5月19日時点のオリジナルよりアーカイブ。2023年1月8日閲覧。
- MATT LEBOVIC (2013年10月1日). “Goebbels’ ‘Titanic’ cinematic disaster turns 70”.   The Times of Israel. 2014年12月7日時点のオリジナルよりアーカイブ。2023年1月8日閲覧。
- Brian Hawkins (2012年4月14日). “Brian Hawkins: The Titanic’s last victim”.  The National Post. 2013年1月29日時点のオリジナルよりアーカイブ。2023年1月8日閲覧。
- “The strange sinking of the Nazi Titanic”. The Daily Telegraph (2012年3月5日). 2016年12月27日時点のオリジナルよりアーカイブ。2015年11月15日閲覧。